# Archiponera wheeleri
Archiponera wheeleri – wymarły gatunek owada z rodziny mrówkowatych (Formicidae), sklasyfikowany przez Franka M. Carpentera w roku 1930.